# KHL Medveščak Zagreb
KHL Medveščak Zagreb (kroatiska: Klub hokeja na ledu Medveščak, förkortat KHL Medveščak Zagreb) är en kroatisk ishockeyförening från Zagreb. Medveščak grundades år 1961 och är överlägset den mest framgångsrika klubben i Kroatien sedan det självständiga Kroatiens högstadivision startades år 1991. Klubben har vunnit 14 nationella mästerskap och spelar för närvarande i Kontinental Hockey League (KHL). Det är ligans enda lag som representeras från Kroatien. Tidigare deltog klubben i EBEL men lämnade den ligan inför säsongen 2013/2014. Laget har även haft farmarlag som deltagit i Slohokej Liga.
På Medveščaks logotyp finns en brunbjörn och klubbens smeknamn är medvjedi, vilket betyder just "björnarna". Klubben spelar sina hemmamatcher i arenan Dom sportova som har en publikkapacitet på 7 000 åskådare eller i Arena Zagreb som har en publikkapacitet på 15 024 åskadare.
I mitten av mars 2017 meddelades att klubben från säsongen 2017–2018 lämnar KHL för spel i Österrikiska ligan.

## Galleri

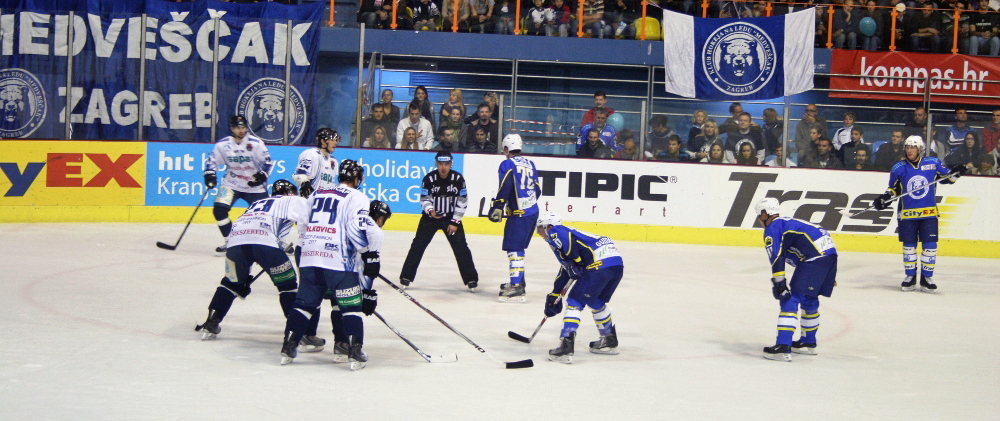
Medveščak i mörkblått ställ under en hemmamatch 2009
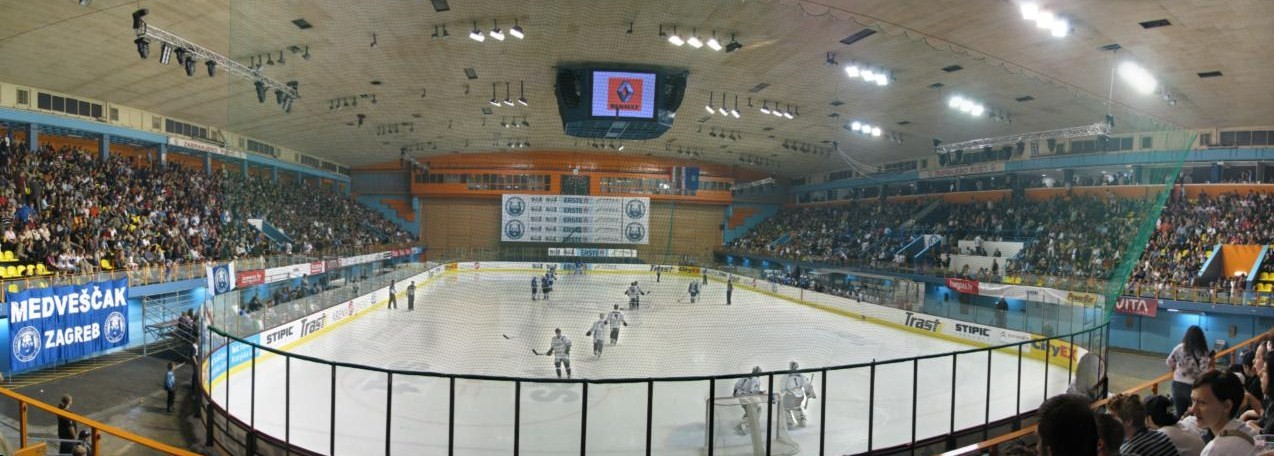
Hemmamatch i Dom sportova 2009
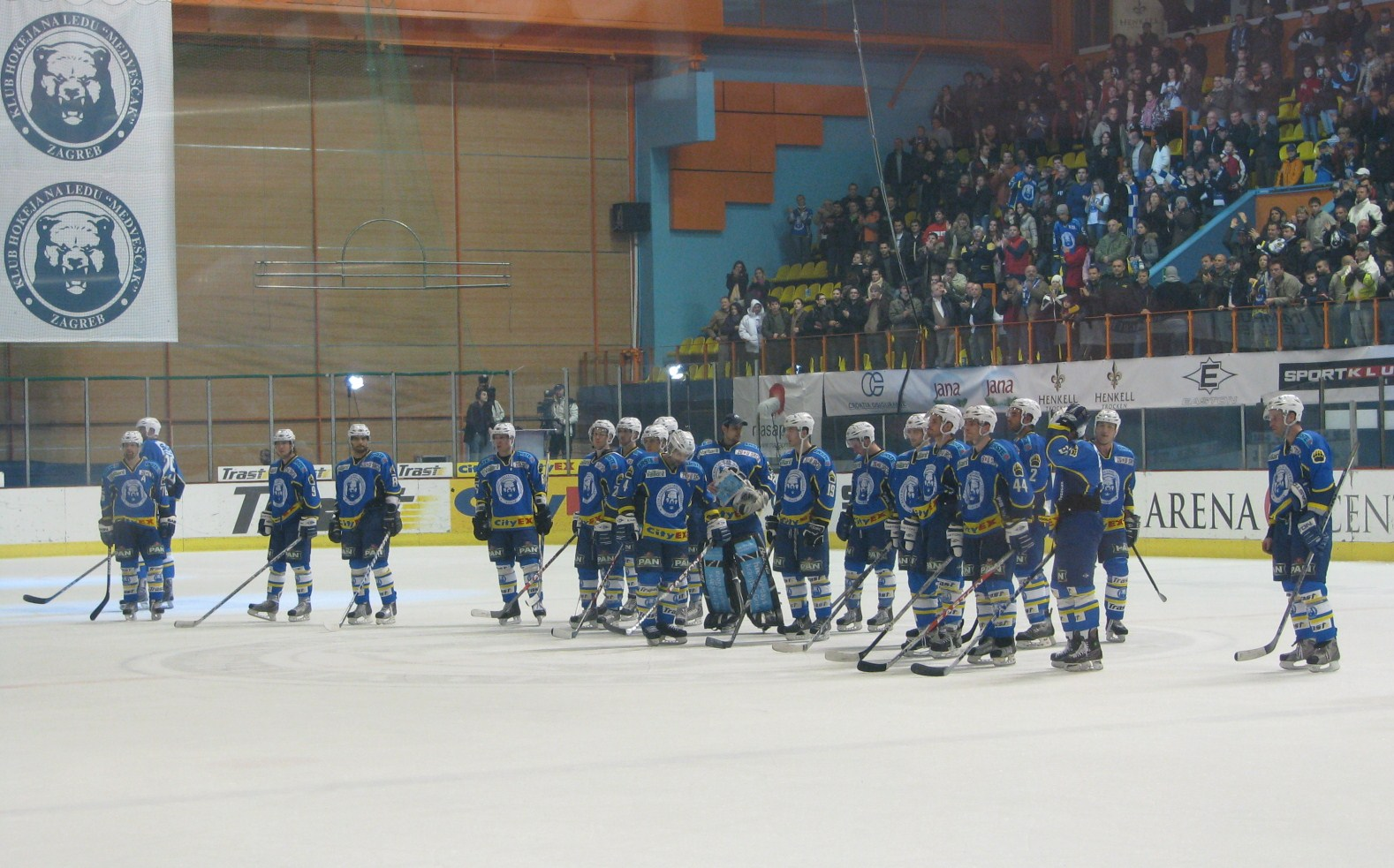
Laguppställning innan match
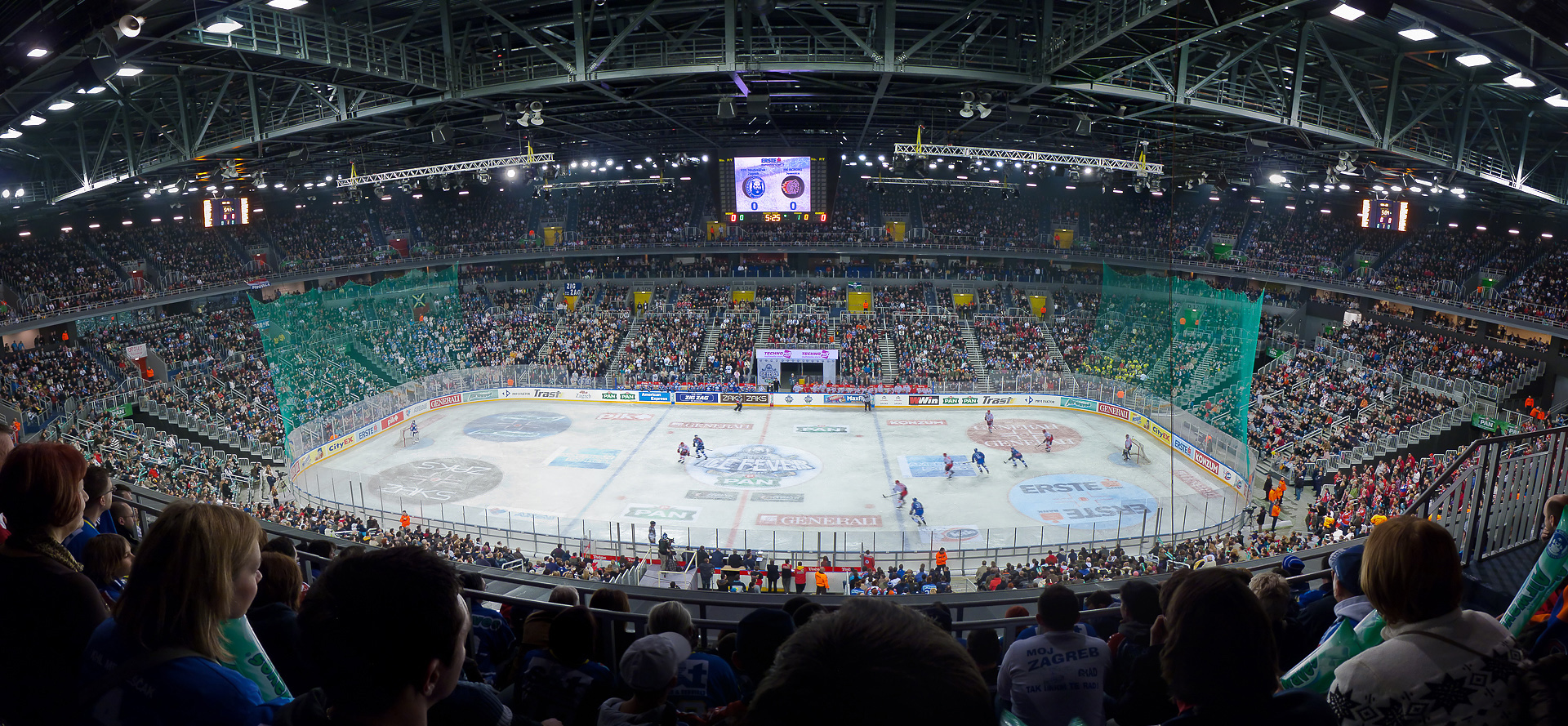
Hemmamatch i Arena Zagreb